# Patrick Wilson
Patrick Joseph Wilson (sinh ngày 3 tháng 7 năm 1973) là một diễn viên và ca sĩ người Mỹ. Anh đã dành sự nghiệp đầu tiên của mình với sự tham gia của các vở nhạc kịch Broadway, bắt đầu từ năm 1995. Anh là ứng cử viên giải Tony hai lần cho vai diễn của anh trong Full Monty (2000–2001) và Oklahoma! (2002). Năm 2003, anh xuất hiện trong mini sê ri HBO Angels in America mà anh được đề cử cho Giải Quả cầu vàng và Giải thưởng Emmy Primetime cho diễn viên phụ xuất sắc trong phim truyền hình hoặc phim điện ảnh.
Wilson cũng xuất hiện trong các phim truyện như Phantom of the Opera (2004), Hard Candy (2005), Little Children (2006),  Watchmen (2009), Insidious (2010), Quỷ quyệt 2  (2013), và vai nhà thần học Ed Warren trong bộ phim kinh dị siêu nhiên James Wan Ám ảnh kinh hoàng (2013) và The Conjuring 2 (2016), bốn phim sau đã khiến anh nổi danh là một "scream king".
Trên truyền hình, anh đóng vai chính trong bộ phim truyền hình CBS A Gifted Man (2011–2012), và Lou Solverson trong mùa thứ hai của FX (kênh truyền hình) Fargo (2015), mà anh đã nhận được đề cử Giải Quả cầu vàng. Anh đã được chọn làm Orm Marius / Ocean Master trong phim phim siêu anh hùng DC Extended Universe tựa Aquaman (2018).

## Tiểu sử
Wilson sinh ra ở Norfolk, Virginia, là con út trong ba người con trai của Mary Kay Wilson, một giáo viên lồng tiếng kiêm ca sĩ chuyên nghiệp, và John Franklin Wilson, một phát thanh viên về hưu của WTVT ở Tampa, Florida. Anh trai lâu cả của Wilson, Paul, làm giám đốc quảng cáo, và anh trai của anh, Mark, đã đảm nhận vai trò của cha mình như là tin tức cho WTVT. Wilson lớn lên ở St. Petersburg, Florida và theo học trường Dự bị Shorecrest.

## Hoạt động nghệ thuật

### Điện ảnh
| Năm  | Tên phim                         | Vai diễn                    | Ghi chú |
| ---- | -------------------------------- | --------------------------- | ------- |
| 2010 | Quỷ quyệt                        | Josh Lambert                |         |
| 2013 | Ám ảnh kinh hoàng                | Ed Warren                   |         |
| 2013 | Quỷ quyệt 2                      | Josh Lambert / Parker Crane |         |
| 2016 | Ám ảnh kinh hoàng 2              | Ed Warren                   |         |
| 2018 | Aquaman Đế vương Atlantis        | Orm                         |         |
| 2019 | Trận chiến Midway                | Thiếu tá Edwin Layton       |         |
| 2021 | The Conjuring: Ma xui quỷ khiến  | Ed Warren                   |         |
| 2023 | Trăng rơi                        | Brian Harper                |         |
| 2023 | Quỷ quyệt: Cửa đỏ vô định        | Josh Lambert                |         |
| 2023 | Aquaman và Vương Quốc Thất Lạc   | Orm Marius                  |         |
| 2025 | The Conjuring: Nghi lễ cuối cùng | Ed Warren                   |         |